# Mierenneuken
Mierenneuken, ook wel muggenziften, chicaneren, haarkloven, kommaneuken, of spijkers op laag water zoeken (Van Dale) is het vitten op kleine foutjes en het actief zoeken naar de geringste aanleiding om kritiek te uiten. De etymologie van muggenziften moet in de Bijbel gezocht worden (Mattheus 23:24): Gij blinde leidslieden, die de mug uitzijgt, en den kemel doorzwelgt (Statenvertaling) of Blinde leiders zijn jullie, die uit hun drank de muggen ziften, maar een kameel wegslikken (Nieuwe Bijbelvertaling).

## Waardeoordeel
Een automobilist die in 2005 een parkeerwachter in Alkmaar uitmaakte voor mierenneuker, werd door laatstgenoemde geverbaliseerd wegens belediging, waarvoor een boete van €220 werd opgelegd, die de man weigerde te betalen. De politierechter oordeelde vervolgens met een beroep op de Van Dale dat het begrip niet per se beledigend geïnterpreteerd moet worden, hoewel dat doorgaans wel gebeurt. Het kan ook worden opgevat als compliment, maar de rechter noemde de uitlatingen van de man wel onfatsoenlijk. Na het bekend worden van deze vrijspraak stond het woord al snel op de eerste plaats in de lijst van scheldwoorden die agenten te horen krijgen. De politie kondigde evenwel aan dat het beleid niet gewijzigd zou worden en dat de bekeuring van scheldwoorden zou doorgaan, "en wie het er niet mee eens is, stapt maar naar de rechter".
De Engelse term "nitpicking" wordt gebruikt in dezelfde betekenis en met hetzelfde negatieve waardeoordeel, maar het betekent "ontluizen".